# علي خان (لاعب كريكت باكستاني)
علي خان (13 ديسمبر 1990 في باكستان - ) هو لاعب كريكت باكستاني. لعب مع ICC Americas ‏.

## وصلات خارجية
- علي خان (لاعب كريكت باكستاني) على موقع إي آس بي آن كريك إنفو (الإنجليزية)